# Герб Єреміївки
Герб Єремі́ївки — геральдичний символ населених пунктів Єреміївської сільської ради Роздільнянського району Одеської області (Україна): Богнатового, Бринівки, Бурдівки, Веселого, Поташенкового та Шеметового. Герб затверджений рішенням Єреміївської сільської ради.

## Опис
Герб із сільською короною, заокруглений щит блакитного кольору. В середині щита з нижньої частини підіймається сонце, яке направляє проміння до неба. Над промінням з лівого боку зображені три соняшники, з правого боку — колоски пшениці, в центрі — церковна баня. Над цими символами зображена річка у вигляді тонкої хвилястої смужки. Завершує герб голуб із виноградним гроном у дзьобі.

## Значення символіки
Соняшники й колоски пшениці — розвиток сільського господарства; церковна баня — духовність населення; хвиляста смужка символізує річку, що протікає майже через усі населені пункти сільської ради; голуб — символ єдності та миру територіальної громади; виноградне гроно символізує спільну ідею, внутрішню згоду громади, хист до виноділля.